# Joseph Tichatschek
Josef Tichatschek, właśc. cz. Josef Aloys Ticháček (ur. 11 lipca 1807 w Weckelsdorf, zm. 18 stycznia 1886 w Blasewitz) – czeski śpiewak operowy, tenor.

## Życiorys
Pochodził z ubogiej rodziny, był synem tkacza. Uczęszczał do gimnazjum w Broumovie i był członkiem szkolnego chóru. W 1827 roku wyjechał do Wiednia, by podjąć tam studia medyczne, porzucił je jednak dla muzyki. Uczył się śpiewu u włoskiego tenora Giuseppe Ciccimarry i śpiewał w chórze wiedeńskiego Theater am Kärntnertor, gdzie w 1833 roku zadebiutował jako solista rolą Rimbauda w Robercie Diable Giacomo Meyerbeera. Od 1835 do 1837 roku występował w Landestheater w Grazu. W 1837 roku związał się z teatrem w Dreźnie, gdzie odniósł pierwszy wielki sukces jako wykonawca roli tytułowej w Gustawie III Daniela Aubera. Był pierwszym z wielkich tenorów wagnerowskich, wystąpił pod batutą kompozytora w prapremierowych wystawieniach Rienziego (1842) i Tannhäusera (1845). Kreował tytułową rolę w Kaiser Adolph von Nassau Heinricha Marschnera (1845). W jego repertuarze znajdowały się ponadto m.in. role Rinalda w Armidzie Ch.W. Glucka, Tamina w Czarodziejskim flecie W.A. Mozarta, Eleazara w Żydówce J.F. Halévy’ego i Masaniella w Niemej z Portici Aubera. Gościnnie występował za granicą, m.in. w Londynie i Rydze. W 1861 roku przeszedł na emeryturę, występował jednak jeszcze w operze drezdeńskiej do 1870 roku. W 1872 roku otrzymał od niej tytuł członka honorowego.